# Darko Muc
Darko Muc, slovenski veteran vojne za Slovenijo, * 1968.

## Odlikovanja in nagrade
Leta 1992 je prejel častni znak svobode Republike Slovenije z naslednjo utemeljitvijo: »za izjemne zasluge pri obrambi svobode in uveljavljanju suverenosti Republike Slovenije«. Prejel je odlikovanje za ranjene v boju, odlikovanje za hrabrost s križi in srebrni znak Osvobodil državo.